# Dolfin (azienda)
La Dolfin - Industria dolciaria S.p.A. è un'azienda dolciaria italiana con sede a Riposto, in provincia di Catania. È famosa per la produzione dei ghiaccioli Polaretti, commercializzati in tutta Italia.

## Storia
L'azienda fu fondata nel 1914 da Santo Finocchiaro per la produzione di caramelle e altri prodotti dolciari siciliani, come certi tipi di confetti. Nel 1948 l'azienda diventa un opificio industriale e vennero automatizzati i processi produttivi. Nel 1964 la produzione si allargò alle uova di Pasqua con l'apertura di un nuovo stabilimento di cioccolato. Negli anni novanta vennero inventati i Polaretti, oggi prodotti in varie versioni, seguiti poi da sorbetti siciliani, merende gelate, dolciumi di cioccolato per le feste e praline.

## Prodotti
I prodotti principali sono: Granigel, Polaretti, Polaretti cream, Sensofreddo, uova di cioccolato.